# Мифсуд, Стив
Стив Ми́фсуд (англ. Steve Mifsud, род. 25 августа 1972 года) — австралийский профессиональный игрок в снукер и английский бильярд. Стал профессионалом в 1992 году. В 2002 году, благодаря победе на любительском чемпионате мира в Египте, получил приглашение в мэйн-тур. Однако, там не смог развить свои успехи и через некоторое время покинул тур. Позже, в 2005 году Стив снова вышел в финал чемпионата мира среди любителей, но проиграл Марку Аллену. В сезоне 2007/08 Мифсуд всё же возвратился в мэйн-тур на правах чемпиона Австралии, но на этот раз он выступил ещё хуже, выиграв всего один матч в шести сыгранных турнирах.
В 1998 году Стив Мифсуд был победителем чемпионата Океании.